# Антонио Меучи
Антонио Меучи (на италиански: Antonio Meucci) е италиански учен, известен със създаването на телетрофона (предшественик на телефона).

## Биография

### Начален живот
Роден е 13 април 1808 г. във Флоренция, Италия. Той е първороден син от деветте деца на Аматис Меучи и Доменика Пепи, но четири от тях не оцеляват. През 1821 г. той учи в Флоренцийската академия за изящни изкуства като студент по машинно и химическо инженерство. Но след две години поради финансови затруднения се отписва и започва да работи. След като баща му успява да му намери работа като охрана на портата на Свети Никола, Антонио продължил да учи, но не на пълно работно време. С времето нараствало уважението, а с него и възложените задачи. През 1825 г. получил задачата да пусне фойерверки заедно с другите граждани на празника за раждането на Августа Фердинанда Австрийска. За през тези три празнични дена Антонио Меучи използвал мощна горивна смес за фойерверките. На последния ден една от тях се отклонила към тълпа хора, наранявайки осем и причинявайки щети от сто лири. Меучи бил обвинен в заговор срещу Великото Херцогство. Това стимулирало хората да го обвиняват за всевъзможни неща, като това че не покрил яма, в която паднал до колене негов колега. След това работи в театъра Театро дела Пергола във Флоренция, където се запознава с Естер Мочи.

### Извън Флоренция
Поради заплахата на гражданската война в Испания Меучи със съпругата си Естер Мочи поискали разрешение да влязат в Новия свят (Съединените щати), но им било отказано. Отклонени на югоизток от САЩ, те били принудени да се установят в карибските или южноамериканските пристанища. В Куба ги приели с голямо гостоприемство. Премествайки се да живеят в Хавана, Антонио си намерил работа в „Театро Такон“ и започнал с новите си експерименти. Първо си спечелил славата с новия метод на галванопластика за кубинската армия в Хавана, после със своите електрически автоматични контролни системи в театъра. Интересите му към електричеството и неговите реакции завели Меучи до популярната по това време електро медицина. Той създал лаборатория в сградата на операта, където повечето му пациенти били колеги от там.